# Systropus blumei
Systropus blumei är en tvåvingeart som beskrevs av Smellen van Vollenhoven 1863. Systropus blumei ingår i släktet Systropus och familjen svävflugor. Inga underarter finns listade i Catalogue of Life.